# Hidemi Ishikawa
Hidemi Hishikawa (石川 秀美?, Ishikawa Hidemi; Kisarazu, 13 luglio 1966) è una cantante, modella e showgirl giapponese.

Ha debuttato nel 1982 con il singolo Yōsei Jidai. Insieme a Akina Nakamori, Kyōko Koizumi, Yu Hayami, Chiemi Hori e Iyo Matsumoto e la boy band Shibukigakitai era parte del Hana no 82nen Gumi, nome collettivo per indicare gli idol che avevano avuto più successo nel 1982.

Si è ritirata dalle scene dopo essersi sposata ed aver avuto un figlio con Hiroide Yakumaru componente dei Shibukigakitai.

## Biografia
Il padre di Hishikawa era un membro della Japan Self-Defense Forces. Incontrò la madre di Hidemi nella città di Kisarazu, nella prefettura di Chiba. Si sposarono il 13 luglio 1966. Successivamente Hidemi e la sua famiglia si trasferirono nella città di Seto nella prefettura di Aichi. Hidemi aveva 2 anni all'epoca.Quando frequentava la quarta elementare il padre di Hidemi morì a causa di un incidente stradale.
Nell'Estate del 1981 Ishikawa prese parte al concorso di audizioni indette in quell'anno dalla Geiei Production sponsorizzato dal cantante e idol Hideki Saijō. Passò quindi le selezioni tra più di 55,460 partecipanti tenutesi al Kudan Kaikan il 13 dicembre dello stesso anno. I giudici del concorso raccomandarono la partecipante Eri Morishita ma per interesse di Hideki Saijō per Hidemi come cantante fu deciso per la vittoria di Ishikawa. Per un breve periodo di tempo prese lezioni di canto facendo da pendolare tra Nagoya e Tokyo. Nell'82 si trasferì direttamente a Tokyo dopo il diploma di scuola media. Si diplomò poi come studentessa part-time alla Scuola superiore dell'Università Meiji di Nakano.
Nel 21 aprile 1982 debuttò col singolo Yōsei Jidai pubblicato dall'etichetta discografica RCA ora parte della Sony Music Japan.
Nell 1986 dopo aver pubblicato per anni canzoni di genere pop Hidemi decise di virare verso il synth rock diventato popolare in quegl'anni.
Nel 1988 all'età di 23 anni finì in uno scandalo quando un articolo di giornale parlò del suo rapporto intimo con Hirohide Yakumaru, componente dei Shibukigakitai, un idol molto popolare all'epoca. Nel 4 giugno 1990, in una conferenza stampa, i due annunciarono il loro matrimonio e la gravidanza di Hidemi con conseguente suo ritiro dalle scene.La coppia partecipò per diverso tempo a pubblicità televisive insieme.
Dal loro matrimonio Hidemi ha avuto 5 figli di cui due lavorano nel mondo dello spettacolo giapponese: Sho Yakumaru che lavora come attore e Remi Yakumaru modella e attrice.
Nel 2014 Hidemi lancia la sua marca di gioielli la Alohilani che in lingua hawaiana significa "luminosità celeste".
Hidemi, insieme a suo marito, fece la sua prima apparizione in pubblico dal suo ritiro nel 26 maggio del 2018 per il funerale di Hideki Saijō viaggiando dalle Hawaii, stato in cui vive insieme alla sua famiglia.

## Discografia

### Singoli
|                                 | Anno | Titolo                                                                                     | Lato B                                                 | Posizione Massima | Album                                            |
| ------------------------------- | ---- | ------------------------------------------------------------------------------------------ | ------------------------------------------------------ | ----------------- | ------------------------------------------------ |
| 1                               | 1982 | Yōsei Jidai (妖精時代)                                                                     | Umi no Sketch (海のスケッチ)                           | 31                | Peppermint                                       |
| 2                               | 1982 | Yu Re Te Shonan (ゆ・れ・て湘南)                                                           | Kinjirareta Koi no Shima (禁じられた恋の島)            | 29                | Yōsei                                            |
| 3                               | 1982 | Kanashimi no Blizzard (哀しみのブリザード)                                                 | Anata no No.1 (あなたがNo.1)                           | 29                | Semi Sweet                                       |
| 4                               | 1983 | Namida no Paper Moon (涙のペーパームーン)                                                  | KOI wa Panic (恋はパニック)                            | 15                | 16 Carnival                                      |
| 5                               | 1983 | Hey! Mister Police Man (Hey！ミスター・ポリスマン)                                         | Sazanami (さざ波)                                      | 10                | 16 Carnival                                      |
| 6                               | 1983 | Koi wa Summer Feeling (恋はサマー・フィーリング)                                           | Blue Navy Blue (ブルー・ネイビー・ブルー)              | 10                | Peppermint                                       |
| 7                               | 1983 | Bye Bye Summer (バイ・バイ・サマー)                                                        | Odorimashō (踊りましょう)                              | 10                | Peppermint                                       |
| 8                               | 1983 | Stardust Train (スターダスト・トレイン)                                                    | Magical Dancing (マジカル・ダンシング)                 | 10                | Semi Sweet                                       |
| 9                               | 1984 | Mezame (めざめ)                                                                            | Stand Up Love!                                         | 8                 | Peppermint                                       |
| 10                              | 1984 | Natsu no Photograph (夏のフォトグラフ)                                                     | Pool-Side Cinema (プールサイド・シネマ)                | 8                 | Summer Breeze                                    |
| 11                              | 1984 | Neppuu (熱風)                                                                              | Kanjite PiPi (感じてPiPi)                              | 6                 | THE BEST HIDEMI 20                               |
| 12                              | 1984 | Mystery Woman (ミステリーウーマン)                                                         | Hikō (飛行)                                            | 5                 | Secret                                           |
| 13                              | 1985 | Motto Sekkin Shimashō (もっと接近しましょう)                                               | Anata to Tightrope (あなたとタイトロープ)              | 4                 | THE BEST HIDEMI 20                               |
| 14                              | 1985 | Anata to Happening (あなたとハプニング)                                                    | Boy Hunt Club (ボーイハント クラブ)                    | 8                 | Happening                                        |
| 15                              | 1985 | Sea Loves You ~Kissu wo Koroshite (Sea Loves You ～ キッスで殺して)                        | Hachigatsu no Gypsy (八月のジプシー)                   | 10                | Marine Blue                                      |
| 16                              | 1985 | Ai no Jumon (愛の呪文)                                                                     | Fureta Kibun (振れた気分)                              | 7                 | I                                                |
| 17                              | 1985 | Sairen no Shonen~Tōku de Dakishimete~ (サイレンの少年～遠くで抱きしめて～)                 | Winter Report (ウィンター・リポート)                   | 10                | THE BEST HIDEMI 20                               |
| 18                              | 1986 | Harugasumi Koi Emaki (春霞恋絵巻)                                                          | Actress (女優（アクトレス）)                           | 13                | THE BEST HIDEMI 20                               |
| 19                              | 1986 | SHADOW SUMMER                                                                              | RAIN GLASS                                             | 18                | BEST PACK                                        |
| 20                              | 1986 | LOVE COMES QUICKLY~Kiri no Miyako no Kotokunibito~ (LOVE COMES QUICKLY ～霧の都の異邦人～) | Cloudy Sunday ni Sayonara (CLOUDY SUNDAYにさよならを)  | 35                | PLASTICHE                                        |
|                                 | 1986 | LOVE COMES QUICKLY~Kiri no Miyako no Kotokunibito~ (12 Pollici)                            | I Love You~Hitomi no Kotoba~ (I Love You ～瞳の言葉～) |                   | PLASTICHE                                        |
| Netsutaisei Girl (熱帯性ガール) | 1986 | LOVE COMES QUICKLY~Kiri no Miyako no Kotokunibito~ (12 Pollici)                            |                                                        |                   | PLASTICHE                                        |
| 21                              | 1986 | Abunai Body Beat (危ないボディ・ビート)                                                    | SERIOUS PAGE                                           | 17                | BLANCHE                                          |
| 22                              | 1987 | Misshitsu no Hurricane (密室のハリケーン)                                                  | 13Kai-me no Mistake (13回目のミステイク)               | 18                | BEST PACK '88                                    |
| 23                              | 1987 | Suteki na Yuuki (素敵な勇気)                                                               | Manatsu ni Serious (真夏にシリアス)                    | 29                | Sur                                              |
| 24                              | 1987 | Death Trap (デス・トラップ)                                                                | Mayonaka no Juliet (真夜中のジュリエット)              | -                 | BEST PACK '88                                    |
| 25                              | 1988 | Everynight                                                                                 | Aoi Kage (青い影)                                      | -                 | Ishikawa Hidemi Box - Complete Single Collection |
| 26                              | 1988 | Dress no Shita no Rhapsody (ドレスの下の狂詩曲（ラプソディー）)                            | Quarter Back                                           | -                 | Ishikawa Hidemi Box - Complete Single Collection |
| 27                              | 1989 | Private Nude (プリヴェートヌード)                                                          | Not For Sale (非売品（NOT FOR SALE）)                  | -                 | Private Nude                                     |
| 28                              | 1989 | Silence Blue                                                                               | 1000 Night                                             | -                 | Ishikawa Hidemi Box - Complete Single Collection |
| 29                              | 1989 | Motto je-vous-aime (もっと je-vous-aime)                                                   | RISKY TIMING                                           | -                 | PRECIOUS                                         |
| 30                              | 1990 | LUCY                                                                                       | Ningyo Densetsu (人魚伝説)                             | -                 | Ishikawa Hidemi Box - Complete Single Collection |

### Album in studio
1. Yousei (妖精) (1982)
2. 16 Carnival (16・祭) (1983
3. Semi Sweet (セミ・スイート) (1983)
4. Summer Breeze (1984)
5. SECRET (1984)
6. Happening (ハプニング) (1985)
7. I (1985)
8. PASTICHE (1986)
9. BLANCHE (1986)
10. Sur (シュール) (1987)
11. Private Nude (1988)
12. PRECIOUS (1989)

### Album dal vivo
1. Sa Wa Ya Ka Concert (さ・わ・や・か コンサート) (1982)
2. Spark!! (1983)
3. BURN UP HIDEMI (1985)

### Raccolte
1. Peppermint (ペパーミント) (1984) Con canzone inedita
2. Original Karaoke (オリジナル・カラオケ) (1984)
3. Marine Blue (マリン・ブルー) (1985)
4. THE BEST HIDEMI 20 (1986) Con 2 canzoni inedite
5. BEST PACK (1986)
6. BEST PACK '88 (1987)
7. NEW BEST Hidemi (NEW BEST 石川秀美) (1994)
8. Ishikawa Hidemi Box - Complete Single Collection (石川秀美 Box - Complete Single Collection) (2004)
9. GOLDEN☆BEST Ishikawa Hidemi (GOLDEN☆BEST 石川秀美) (2004)

## Opere audiovisive
|    | Titolo                                     | Contenuti | Posizione Massima |
| -- | ------------------------------------------ | --- | ----------------- |
| 1  | Spark!! Sa Wa Ya Ka Concert Part II        | Video del concerto del 1982 al Nakano Sunplaza 1. Opening ~ I love the carnival 2. Yu Re Te Shonan 3. Honki Ja Dame (本気じゃダメ!) 4. Manatsu no Dekigoto (真夏の出来事) Originalmente cantata da Miki Hirayama 5. Omoide Forever (想い出Forever) 6. Dance Medley (Flashdance... What a Feeling~Physical~Xanadu~Copacabana (At the Copa)) 7. Hey! Mister Police Man 8. Namida no Paper Moon 9. Yōsei Jidai 10. Koi wa Summer Feeling 11. Ya Ya (Ano Toki o Wasurenai) (Ya Ya(あの時代(とき)を忘れない)) Originalmente cantata dalla band Southern All Stars 12. Bye Bye Summer 13. Hey! Mister Police Man | N/A               |
| 2  | HIDEMI IN NEMU                             | Prima raccolta di video musicali | N/A               |
| 3  | BURN IT UP HIDEMI                          | Video del concerto del 1985 al Tokyo Yuubin Chokin Hall 1. ROCKET COUNT DOWN/BLAST OFF 2. COMING HOME 3. AFTER 5 CRASH 4. DANCE 5. THE LITTLE ROCKET'S MEDLEY 6. BEAT IT 7. FOOT LOOSE 8. BILLIE JEAN 9. NEVER 10. TSUMETAI AME (冷たい雨) 11. FAREWELL CALL 12. Mystery Woman 13. Neppuu 14. Stardust Rain 15. Sayonara wa Prologue (さよならはプロローグ) | N/A               |
| 4  | SOUTHERN CROSS WIND                        | Seconda raccolta di video musicali | N/A               |
| 5  | GET ON HIDEMI                              | Video del concerto del 1985 al Tokyo Shiba Yuubin Chokin Hall 1. DANCE THE WORLD AWAY 2. Anata to Happening 3. Mystery Woman 4. Tsubasa no Oreta Angel (翼の折れたエンジェル) Originalmente cantata da Ayumi Nakamura 5. Roppongi Shinjuu (六本木心中) Originalmente cantata da Ann Lewis 6. STATE OF SHOCK 7. TORTURE 8. WAKE ME UP BEFORE YOU GO GO 9. SHOW SOME RESPECT 10. Shuushibu (秋止符) Originalmente cantata da Alice 11. Cosmos (秋桜（コスモス) Originalmente cantata da Momoe Yamaguchi 12. Ai no Jumon 13. Namida no Paper Moon 14. Hey! Mister Police Man 15. Last Number (ラスト・ナンバー) | N/A               |
| 6  | Henseifū (偏西風)                          | Terza raccolta di video musicali | N/A               |
| 7  | Earth Arc Geiei Festival Budokan ga Moeta! | Evento di carità della Geiei Production del 1987 | N/A               |
| 8  | SHINE ON ME                                | Video del concerto del 1987 al Tokyo Yomiuri Land East 1. CARRY ON ~ Hashiri Tsuzukete(CARRY ON〜走り続けて) 2. Haru Gasumi Koi Emaki 3. Akai no Speed star (赤いのスピードスター) 4. Eyes 5. Ai no Jumon 6. Chasing Shadow 7. Shoot Shoot 8. Easier 9. Be-Bop Jungle 10. Shadow Summer 11. Chotto Yasotto Ja Can't Get Love (ちょっとやそっもしゃCan't Get Love) 12. Medley (LUV-YA - In Pleasure) 13. Koi wa Summer Feeling 14. Medley (Hey! Mister Police Man~Natsu no Photograph~Bye Bye Summer~Kanashimi no Blizzard~Mezame~Yōsei Jidai~Anata to Happening~Motto Sekkin Shimashō) 15. Namida no Paper Moon 16. Stardust Train 17. Sairen no Shonen~Tōku de Dakishimete~ 18. Mystery Woman 19. Glass no Kutsu Arigatou (グラスの靴ありがとう) 20. Yu Re Te Shonan 21. Sanday's Park | N/A               |
| 9  | BEST VIDEO〜Spark of 20th Life             | Quarta raccolta di video musicali | N/A               |
| 10 | FASCINATE                                  | Concept Video distribuito nel 1988 | N/A               |
| 11 | AVIATION                                   | Photobook+Concept Video distribuito nel 1989 | N/A               |
| 12 | Idol Ougon Densetsu Ishikawa Hidemi        | Ripubblicazione in DVD di AVIATION | N/A               |